# Alberta Hunter
Alberta Hunter (1. dubna 1895, Memphis, Tennessee, USA – 17. října 1984, New York City, New York, USA) byla americká bluesová zpěvačka. V roce 1998 o ní byl natočen dokumentární film s názvem Alberta Hunter: My Castle's Rockin'. V roce 2011 byla uvedena do Blues Hall of Fame.